# Darryl Hall (contrebassiste)
Darryl Hall, né le 10 novembre 1963 à Philadelphie aux États-Unis, est un contrebassiste de jazz américain. Il a remporté le concours international de contrebasse du Thelonious Monk Institute of Jazz en 1995.
Il a joué sur les albums Mad 6 de Ravi Coltrane et Soul to Soul de Carmen Lundy.

## Discographie[5]
- Subtle Touch (Dreambox Media, 2000)
- Swingin' Back (Space Time Records, 2019)
- The Warmth of Our Songs (SwinginBack, 2020)
- Life On Hold (SwinginBack, 2020)
- Jazz Up Down and Straight Ahead (SwinginBack, 2021)